# Tavagnasco
Tavagnasco (en français Tavagnasque) est une commune italienne de la ville métropolitaine de Turin dans la région Piémont en Italie.

## Administration
| Période                                  | Période  | Identité                          | Étiquette | Qualité |
| ---------------------------------------- | -------- | --------------------------------- | --------- | ------- |
| 14 juin 2004                             | En cours | Giovanni Battista Vacchiero Salet |           |         |
| Les données manquantes sont à compléter. |          |                                   |           |         |

### Communes limitrophes
Settimo Vittone, Quincinetto, Traversella, Brosso, Quassolo